# دانه‌خوار پارامو
دانه‌خوار پارامو (نام علمی: Catamenia homochroa) نام یک گونه از تیره زردپره‌ایان است.